# Kona (videojuego)
Kona es un videojuego de aventuras desarrollado por el estudio canadiense Parabole y publicado por Ravenscourt. Ambientado en la década de 1970, el juego se centra en Carl Faubert, un investigador privado, que llega a una ciudad nevada en Nord-du-Québec, solo para encontrar el lugar desierto con algo que acecha.

## Jugabilidad
Kona incluye elementos de supervivencia y sobrenaturales con edificios para explorar, que contienen botín (herramientas, luz) y pueden servir como refugios. Algunas de las amenazas incluyen el frío (que se resuelve prendiendo fuego) y los lobos (a los que se les puede disparar o distraer con carne cruda). Hay un nivel de estrés, que aumenta al ver escenas inquietantes, lidiar con situaciones difíciles o tener accidentes. Tener un nivel de estrés más alto disminuirá la velocidad del sprint y agregará un objetivo más inestable, pero Carl puede calmarse fumando cigarrillos y bebiendo cervezas esparcidas.
La navegación de la región la realiza el camión de Carl en un mirador en primera persona. Mientras conduce, Carl puede sostener el mapa con zum en su mano derecha en caso de que sea necesario verificar algo. El juego tiene los pensamientos de Carl siendo narrados a medida que pasa por las pistas para averiguar qué le ha sucedido a la ciudad, junto con acertijos que respaldan la historia.

## Desarrollo
Kona fue desarrollado por la empresa canadiense Parabole. La financiación inicial del juego se obtuvo mediante una campaña de financiación colectiva en el sitio web Kickstarter. La campaña se lanzó el 7 de agosto de 2014 con una meta de CA $ 40.000; finalizó el 6 de septiembre de 2014 con CA $ 44.271 recaudados por 1.304 personas. El desarrollador principal, Alexandre Fiset, dijo más tarde que la financiación de Kickstarter habría producido un juego de cinco minutos. La financiación posterior para el juego provino del Canada Media Fund, que representó aproximadamente la mitad. Se lanzó en Steam Early Access en marzo de 2016, y luego se lanzó un año después.

## Recepción
En su lanzamiento, Kona recibió críticas "mixtas o promedio" de los críticos en Metacritic, con una puntuación total del 73% para Microsoft Windows, 71% para PlayStation 4 y 63% para Nintendo Switch.